# چاه سنت پل
چاه سنت پل (انگلیسی: Saint Paul's Well) چاه آبی در طرسوس، ترکیه است که گفته می‌شود متعلق به پولس رسول (که در آن زمان شائول نام داشت) بوده است. این چاه، همراه با کلیسای سنت پل، طرسوس، در فهرست آزمایشی میراث جهانی یونسکو در ترکیه قرار دارد و تحت نظارت مقامات دولتی است.
طرسوس که امروزه بخشی از استان مرسین است، در قرن اول میلادی شهری مهم در امپراتوری روم بود. بقایای خانه سنت پل، همراه با چاه همچنان قابل استفاده در محله قدیمی طرسوس، در جریان یک حفاری نجات در سال ۱۹۹۹ کشف شد. خانه‌های قدیمی مرمت‌شده و جاده باستانی در طرسوس در نزدیکی این مکان قرار دارند.
چاه که عمدتاً از سنگ‌های مستطیلی تراش‌خورده ساخته شده، در قسمت بالایی دارای قطر ۱٫۱۵ متر (۳ فوت ۹ اینچ) و عمقی برابر با ۳۸ متر (۱۲۵ فوت) است.